# Julius Krohn
Julius Krohn (1835–1888) – twórca porównawczej metody geograficzno-historycznej (tzw. szkoła fińska) w folklorystyce. Jego podejście naukowe kontynuował syn - Kaarle Krohn.

## Wybrane prace
- Suomalaisen kirjallisuuden historia, Ensimäinen osa: Kalevala (1883)[4]